# Jordi Sans i Sabrafen
Jordi Sans i Sabrafen (Barcelona, 1933 - 2004) fou un metge català.

## Biografia
Doctor en cirurgia i medicina per la Universitat de Barcelona, on va ser professor. Fou pioner del tractament de les leucèmies a Espanya i va crear el primer servei d'hematologia i oncologia mèdica de l'Estat a l'Hospital de la Creu Roja de Barcelona el 1973. Cap de la Unitat d'Hematologia i Oncologia de l'Hospital del Sagrat Cor, fou vicepresident de l'Acadèmia de Ciències Mèdiques de Catalunya i Balears i membre de la Reial Acadèmia de Medicina de Catalunya, on impulsà l'ús de la llengua catalana en l'àmbit mèdic. Fou president de la Societat Catalana d'Hematologia i formà part del Comitè Organitzador del I Congrés Nacional d'Oncologia Mèdica. Fou membre de la Comissió de Medicina i Especialitats Relacionades del Consell Català de Ciències de la Salut, de la Societat Espanyola d'Hematologia i Hemoteràpia, de la Societat Espanyola de Medicina Interna i de la Societat d'Oncologia. El 1994 ingressà a l'Institut d'Estudis Catalans. El 2003 va rebre la Creu de Sant Jordi.

## Obra
- Manual de quimioterapia antineoplásica i d'hematología clínica (1976)
- On som i on anem al cap de mig segle de tractament químic de les malalties neoplàstiques (2000)
- L'evolució de l'ús del català en medicina a Catalunya durant el segle xx. El llarg camí d'una bella i expressiva història (2002)
- " Hematologia Clínica". 5 edicions. Ultima edició any 2006. Elsevier.